# Hojōjutsu
 (janvier 2009).
Si vous disposez d'ouvrages ou d'articles de référence ou si vous connaissez des sites web de qualité traitant du thème abordé ici, merci de compléter l'article en donnant les références utiles à sa vérifiabilité et en les liant à la section « Notes et références ».

Hojōjutsu classique.

L'hojōjutsu (捕縄術), également nommé torinawa-jutsu ou encore plus simplement nawajutsu (縄術), est l'art martial traditionnel japonais qui consiste à ligoter une personne à l'aide de cordes.
« La corde au Japon est un symbole fort, synonyme d'anéantissement de l'individu. Souvent, dans les films historiques, on utilise l'expression onawa ni naru (devenir d'une corde) : cela veut dire que si vous commettez une mauvaise action, vous finirez attaché avec une corde. »
L'hojōjutsu est typiquement un produit de la culture japonaise quel que soit le matériel, la technique ou la méthode employés en fonction de l'enseignement dispensé dans des écoles spécialisées.
En tant qu'art martial, l’hojōjutsu est rarement sinon jamais le fruit d'un auto apprentissage mais il est plutôt enseigné dans des écoles d'arts martiaux (budō) comme un complément perfectionné du ju-jitsu. Quelle que soit leur origine, les techniques et méthodes de l’hojōjutsu sont rarement divulguées hors du Japon. Pour cette raison et contrairement à son cousin, le bondage sexuel japonais (shibari), il est moins bien connu malgré l'Internet. Beaucoup le considèrent comme un art moribond.

## Historique
Les origines et l'histoire de l’hojōjutsu sont mal connues. Il semblerait qu'elle soit originaire de Chine et aurait eu, à ses débuts, une connotation religieuse, la corde étant considérée comme sacrée. Les origines de la tradition consistant à poser des liens et à ficeler sont complexes dans la culture japonaise. Elles sont vieilles d'au moins un millénaire et intéressent aussi bien les divers objets de la vie quotidienne (pièces sacrées de la religion shintoïste, emballage et transport des denrées alimentaires) que l'habillement, attaché au corps au lieu d'être maintenu par des boutons, épingles et autres moyens rapides connus dans le monde Occidental. Tous ces facteurs expliquent les origines historique de l’hojōjutsu.
C'est à l'époque Sengoku (1580-1600) que le shibari devient guerrier. Le Japon est le théâtre de violences qui ont amené des changements technologiques importants et bien étudiés dans différents domaines tels que les armures, les flèches, mais le développement des techniques d'utilisation de cordes pour immobiliser une personne comme dans l’hojōjutsu, demeure un mystère. Quoi qu'il en soit, les techniques d’hojōjutsu se sont considérablement développées au cours de la période Edo (1603-1868), sous le nom de zainin shibari (ligoter un coupable) comme conséquence des lois répressives du shogunat Tokugawa. Les crimes et délits sont alors punis selon les procédures suivantes :  les peines de travaux forcés, d'esclavage, d'exil, de mort, etc., ainsi que quatre types de tortures : le fouet, l'écrasement d'une partie du corps sous une lourde pierre, le ligotage serré du corps à l'aide de cordes, la suspension par ce même moyen. Le fautif est attaché de telle façon que chacun comprenne qui il est, ce qu'il a fait et quand il a été arrêté. La corde sert la mise au pilori. La moindre irrégularité dans la technique de ligotage peut aboutir à une sanction pour vice de forme.
Avec un Japon divisé en fiefs féodaux autonomes appelés han, la limitation des déplacements instituée par Hideyoshi Toyotomi - et durcie ultérieurement par les différents gouvernements sous le Tokugawa - a été à l'origine du développement et de la rationalisation des méthodes d'entrave des prisonniers qui devaient être déplacés. Ces méthodes restaient jalousement gardées secrètes au sein de chaque école.
L'arrestation puis le ligotage de criminels augmente l'importance de l'hojōjutsu. Les méthodes de contention des prisonniers sont codifiées par différentes écoles et varient selon différents critères tels que statut social, profession, sexe ou position du prisonnier à la cour d'Edo (actuelle Tokyo). Il existe plus de cent cinquante écoles différentes (les ryu) dans le Japon du XVIIe siècle.

## Techniques et méthodes
Généralement, l'utilisation de l'hojōjutsu peut être divisée en deux grandes catégories:
Tout d'abord, la capture et l'entrave d'un prisonnier avec une cordelette en chanvre solide et mince (habituellement de 3 à 4 millimètres de diamètre) appelée hayanawa. Pour respecter la loi, cette corde est portée par un officier de police (torimono), cachée dans un petit paquet dont elle sort par une extrémité. Elle prend alors le nom de torinawa ou corde de capture. Cette torinawa est repliée de telle manière qu'elle puisse facilement se déploie à autour du prisonnier, emprisonnant le cou et les bras. Cette action doit être accomplie rapidement pour éviter toute résistance.
La plus grande attention est apportée à la technique de ligotage pour ne heurter ni l'esthétique ni la culture de la société nippone. Pour les experts, un prisonnier (mais non accusé) sera attaché de façon sûre mais sans la confection de nœud pour lui éviter la honte d'être lié en public. L'agent de la force publique marche derrière le prévenu en tenant le bout libre de la corde pour l'amener sur le lieu de l'interrogatoire. Ce châtiment peut, si nécessaire, être accompagné de tortures pour obtenir des aveux. Il faut soigneusement respecter le rang social du prisonnier en choisissant le type de ligotage « ad hoc ». Le ligotage à nœuds fermés est considéré comme particulièrement infamant, pire qu'une peine de mort alors que les nœuds ouverts, préservant l'honneur du prisonnier par un maillage artistique de la corde, est réservé aux dignitaires. Les samouraï n'étaient jamais attachés car il leur était impossible de fuir sans entacher leur honneur. « Les samouraïs ont plus de cinq cents pierres » disait-on pour exprimer le fait que leur honneur pèse trop lourd. Si un samouraï était attaché par erreur, il pouvait porter plainte et obtenir réparation auprès de la justice!
Une deuxième utilisation de l'hojōjutsu est celle effectuée à l'aide d'une hon-nawa (corde maîtresse) qui, comme la torinawa est obligatoirement faite en chanvre. Son diamètre est de six millimètres au moins pour une longueur de 2,50 m environ. Ce type d'attache permet une entrave plus sûre et de plus longue durée que la torinawa pour amener le prisonnier jusqu'à son lieu d'incarcération et, en cas de crime important, pour l'exhiber en public avant son exécution par décapitation, par crucifixion ou, pour le cas où le crime est celui d'un incendie volontaire, brûlé vif.
Les liens à l'aide d'une hon-nawa sont réalisés par un groupe de personnes (généralement pas moins de quatre) dont la présence permet la réalisation de dessins plus compliqués et plus décoratifs qu'avec une torinawa. Les deux méthodes réalisent une contention à la fois efficace et  esthétique.
Les contentions hojōjutsu connues actuellement sous-entendent une connaissance aiguë de l'anatomie humaine pour obtenir différents effets : diminution de la force musculaire des membres par les liens placés de façon adéquate, emplacement de la corde étudié pour décourager toute lutte (ou la rendre moins aisée) en plaçant un ou plusieurs tours de corde autour du cou et enserrant la partie haute des bras de telle façon qu'une tentative pour se débattre applique une pression sur les vaisseaux sanguins et/ou les nerfs, engourdissant ainsi les extrémités.
À l'époque d'Edo, les autorités juridiques et policières utilisent les cordes comme instrument de torture pour punir les coupables ou leur extorquer des aveux. Un des ligotages les plus douloureux consiste à attacher les avant-bras du prévenu derrière son dos et de relier ses chevilles à ses coudes. Le coupable, le sang coupé aux articulations, finit par mourir. Un autre raffinement de cruauté connu sous le nom de suruga doi consiste à poser une énorme pierre sur le dos du prisonnier suspendu jusqu'à ce qu'il craque !

### Les différentes techniques
| Mot japonais         | Signification |
| -------------------- | --- |
| Ryō-tekubi           | Poignets liés |
| Kotobu ryō-tekubi    | Mains liés derrière la tête |
| Momo shibari         | Littéralement : ligotage des pêches. Fesses attachées. |
| Ushiro takate kote   | Mains attachées derrière le dos |
| Chokushin fudō ippon | Immobilisation d'une personne debout. |
| Isu-jō sarashi       | Ligotage du buste d'une personne assise sur une chaise. |
| Kōmon sarashii       | Ligotage d'une personne à quatre pattes avec l'anus exposé. |
| Tsurinawa            | Suspension |
| Ushiro takate kote   | Entrave de base pour la plupart des figures shibari. consistant à lier les bras et la poitrine en maintenant les mains liées derrière le dos. Le tout prend une forme de U. Ushiro takatekote est composé des mots 後ろ ushiro (« derrière le dos ») et 高手小手 tekatekote (« lier les mains et les bras »). |
| Kata-ashi            | Suspension par une jambe |
| Ryō-ashi             | Suspension par les deux jambes. |
| Kami                 | Suspension par les cheveux |

## Règles de l'hojōjutsu[3]
- Première règle : le prisonnier ne doit pas pouvoir se détacher.
- Deuxième règle : le ligotage ne doit entraîner ni dommage physique ni dommage mental.
- Troisième règle : la technique avec laquelle le prisonnier est attaché doit rester secrète. Donc pas de témoin.
- Quatrième règle : le ligotage doit être esthétique.

Les Japonais de l'époque d'Edo mettent particulièrement l'accent sur cette dernière règle. Ils font du shibari un rituel stylisé aux savantes variantes. Utilisant des cordes de différentes couleurs correspondant aux quatre saisons et aux dieux des quatre directions, le torimono se livre à de véritables compositions artistiques. Le bleu est associé au printemps, à la direction de l'est et au dragon. Le rouge à l'été, au sud et au phœnix. Le blanc à l'automne, à l'ouest et au tigre. Le noir à l'hiver, au nord et à la tortue. 
Ce goût pour la perfection esthétique poussé à l'extrême, évolue vers une forme d'art, avec des techniques (waza). Aussi les torimono doivent-ils s'entraîner régulièrement sur des mannequins en papier.

## Devenir de l'hojōjutsu
L’hojōjutsu disparaît peu à peu dans le monde moderne que ce soit au Japon ou ailleurs. Les techniques de torinawa, enseignées dans les écoles japonaises d’officiers de police ainsi que dans certaines écoles de jujutsu ou autres écoles d’arts martiaux traditionnels japonais, ont fait le tour du monde.
Bien que les techniques d’hon-nawa aient été supplantées par les menottes, elles se perpétuent chez certains professeurs d’art martiaux dans leur aspect traditionnel. 
Nawa Yumio a écrit plusieurs livres sur le sujet et a travaillé comme consultant sur l’historique des différentes lois le concernant. L’ancien livre Torinawajutsu de Mizukoshi Hiro a été réédité et offre une revue historique sur ce sujet ainsi que les descriptions de plus de 25 techniques traditionnelles dont certaines sont extraites de rares et très anciens textes. Les Koryu cités sont le Seigo Ryu Jujutsu, le Seishin Ryu Jujutsu, le Koden Enshin Ryu Iaijutsu, le Nanbu Handen Hojo Jutsu, le Kurokawa Ryu Ninjutsu, le Kurama Yoshin Ryu Jujutsu, le Mitsuo (Mippa) Muteki Ryu, le Bo Ryu et le Tenfu Muso Ryu.
C'est le monumental Zukai Torinawajutsu, écrit par Seiko Fujita, qui doit être considéré comme la bible de cet art, en expliquant des centaines de types de ligotages issus de différentes écoles. Quoiqu'il n'ait pas été réimprimé depuis longtemps, on peut le lire en ligne depuis quelques années sur des sites internet.
Malheureusement, il n’y a pas de traduction de ces ouvrages.
En plus des écoles citées par Mizukoshi Hiro, l'hojōjutsu est toujours enseigné au sein du Bujinkan Budō Taijutsu.